# RAK Tower
Der RAK Tower ist ein 43-stöckiges Hochhaus auf der Insel Reem in Abu Dhabi, der Hauptstadt der Vereinigten Arabischen Emirate.
Das Gebäude befindet sich im neu errichteten Stadtteil Marina Square und wurde 2011 eröffnet. Der RAK Tower verfügt über 212 Wohnungen sowie acht Penthousewohnungen.